# Goljama Brestnitsa
Goljama Brestnitsa (Bulgaars: Голяма Брестница) is een dorp in Bulgarije. Het dorp maakt administratief deel uit van de gemeente Jablanitsa in de oblast Lovetsj. Het dorp ligt hemelsbreed 42 km ten westen van de stad Lovetsj en 83 km ten noordoosten van de hoofdstad Sofia.

## Bevolking
Op 31 december 2020 telde het dorp Goljama Brestnitsa 158 inwoners. Het aantal inwoners vertoont al meerdere jaren een dalende trend: in 1956 woonden er nog 1.046 personen in het dorp.
| Bevolkingsontwikkeling tussen 1934 en 2020          |
| --------------------------------------------------- |
|                                                     |
| Bron: Nationaal Statistisch Instituut van Bulgarije |

In het dorp wonen grotendeels etnische Bulgaren, maar er is ook een minderheid van etnische Roma. In 2011 identificieerden 116 van de 134 ondervraagden zichzelf met de "Bulgaarse etniciteit", terwijl 14 ondervraagden zichzelf "Roma" noemden. 
| Etnische samenstelling van de respondenten (2011) | Etnische samenstelling van de respondenten (2011) | Etnische samenstelling van de respondenten (2011) | Etnische samenstelling van de respondenten (2011) | Etnische samenstelling van de respondenten (2011) |
| ------------------------------------------------- | ------------------------------------------------- | ------------------------------------------------- | ------------------------------------------------- | ------------------------------------------------- |
|                                                   |                                                   |                                                   |                                                   |                                                   |
| Bulgaren                                          | Bulgaren                                          |                                                   | 86,6%                                             | 86,6%                                             |
| Turken                                            | Turken                                            |                                                   | 0,0%                                              | 0,0%                                              |
| Roma                                              | Roma                                              |                                                   | 10,4%                                             | 10,4%                                             |
| Anders/Onbekend                                   | Anders/Onbekend                                   |                                                   | 3,0%                                              | 3,0%                                              |